# Leia Organa

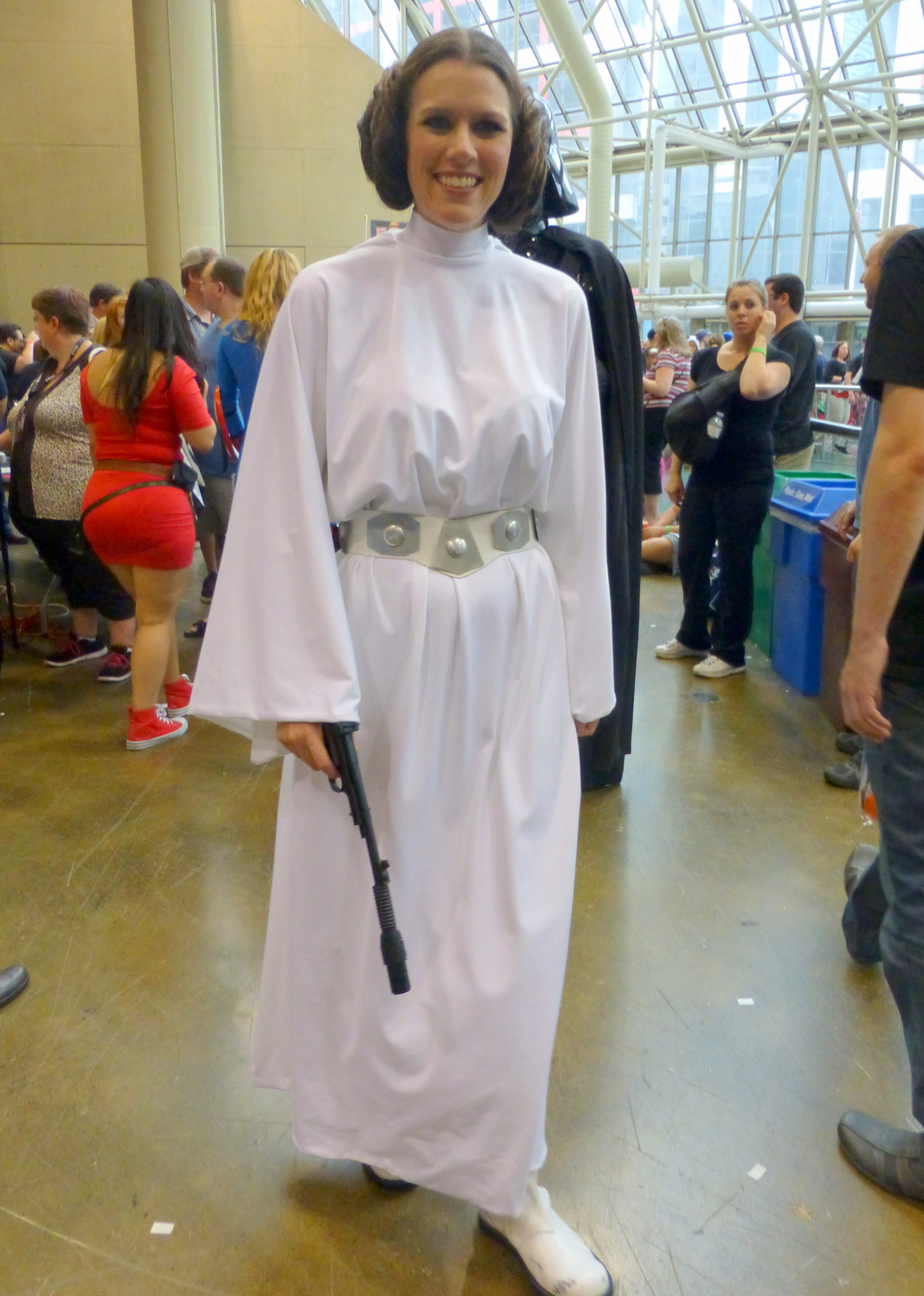
Kostium Leii Organy

Leia Organa (urodzona jako Leia Amidala Skywalker) – fikcyjna postać ze świata Gwiezdnych wojen, senator, córka Anakina Skywalkera (Dartha Vadera) i Padmé Amidali, siostra Luke’a Skywalkera. W filmach w jej rolę wcieliła się Carrie Fisher. Była wrażliwa na Moc, podobnie jak jej ojciec, brat oraz syn.

## Życiorys

### Młodość
Urodziła się 19 lat przed bitwą o Yavin w ośrodku medycznym w pasie asteroid Polis Massa. Ponieważ matka Lei i Luke’a zmarła przy porodzie, a ojciec przeszedł na Ciemną Stronę Mocy, dzieci rozdzielono i ukryto. Leią zaopiekowała się para z Alderaanu, która nie posiadała własnych dzieci – królowa Breha Organa i wicekról Bail Organa. Córka Anakina Skywalkera dorastała więc w rodzinie królewskiej i zyskała tytuł księżniczki, przygotowując się do kariery w dyplomacji.
Leia poszła w ślady przybranego ojca i zajęła się polityką, była najmłodszym senatorem w historii. Popierała Rebelię, używała politycznego immunitetu i swej jednostki dyspozycyjnej (koreliańskiej korwety Tantive IV) aby dotrzeć do ośrodków buntu.

### Plany Gwiazdy Śmierci i spotkanie Luke’a oraz Hana
W filmie Nowa nadzieja Leia zdobyła plany Gwiazdy Śmierci i strzegła ich lecąc na ojczysty Alderaan. Jednak jej statek został zaatakowany przez Gwiezdny Niszczyciel Imperium z Darthem Vaderem na pokładzie w okolicach planety Tatooine. Załoga korwety szybko została pokonana przez szturmowców, a Leia schwytana. Przedtem zdołała ukryć w droidzie R2-D2 plany śmiercionośnej stacji bojowej i wysłać go na powierzchnię piaszczystej planety, by odszukał Bena Kenobiego (dawnego przyjaciela jej ojca, który przesłałby plany dalej).
Leię przetransportowano na Gwiazdę Śmierci, gdzie uwięziono ją w celi i torturowano. Vader używał na niej nawet sztuczek myślowych (Mocy), ale nic nie zdołało złamać księżniczki, by wyjawiła lokalizację bazy rebeliantów. Kobieta była świadkiem zniszczenia swojej rodzinnej planety – Alderaanu – przez superlaser stacji. Nawet wtedy nie poddała się, wyjawiając fałszywą lokalizację.
Niewiele później na pokład stacji dotarli Sokołem Millenium Luke Skywalker, Han Solo, Chewbacca i Obi-Wan Kenobi. Luke i Han wraz z Chewbaką i dwoma droidami (R2-D2 i C-3PO) zdołali uwolnić księżniczkę z celi, podczas gdy Kenobi poświęcił swe życie, by reszta wydostała się cało z Gwiazdy. Jakiś czas później rozpoczęła się bitwa o Yavin, w której stawką był los całego Sojuszu Rebeliantów. Leia obserwowała przebieg bitwy, podczas której w ostatniej chwili Luke Skywalker z pomocą Hana zniszczył Gwiazdę Śmierci. Księżniczka nagrodziła bohaterów na oficjalnej ceremonii w bazie na powierzchni Yavina 4.

### Walka w imię Rebelii
Trzy lata później (Imperium kontratakuje) Leia stacjonowała wraz z Lukiem i Hanem na odległej i lodowatej planecie Hoth, gdzie znajdowała się nowa baza rebeliantów. Wkrótce Imperium odkryło ją i rozpoczęła się naziemna bitwa. Leia uciekła wraz z Hanem na pokładzie Sokoła. W pościg za nimi rzuciły się myśliwce typu TIE i Gwiezdne Niszczyciele, jednak Han zdołał je zgubić w pasie asteroid. Podczas przymusowego ukrywania się na największej z nich między Leią a przemytnikiem doszło do namiętnego pocałunku.
Bohaterowie zdecydowali się polecieć na planetę Bespin, by odwiedzić Miasto w Chmurach, którym zarządzał dawny przyjaciel Hana – Lando Calrissian. Szybko okazało się, że łowca nagród Boba Fett i Vader przybyli wcześniej i wszyscy zostali pochwyceni. Han został zamrożony w bryle karbonitu przez Mrocznego Lorda Sithów i oddany Bobie jako zapłata. Podczas ostatnich chwil przed zamrożeniem Leia krzyknęła do Hana, że go kocha, na co korelianin odpowiedział po prostu: „Wiem”.
Rok później (Powrót Jedi) Leia uczestniczyła w planie odbicia Hana Solo z rąk Hutta Jabby, który miał swój pałac na Tatooine. Misja – z pewnymi przeszkodami – przebiegła pomyślnie i bohaterowie mogli udać się do punktu zbioru rebelianckiej floty gwiezdnej, przygotowującej się na ostateczne starcie z Imperium. Leia wraz z Hanem i oddziałem uderzeniowym wyruszyli na lesisty księżyc Endor, gdzie mieli za zadanie dezaktywować generator chroniący unoszącą się nad księżycem drugą Gwiazdę Śmierci. Kobieta została postrzelona z blastera w ramię, ale udało im się wypełnić misję. Rebelianci zniszczyli stację kosmiczną, Luke rozprawił się z Imperatorem (w ostatniej chwili pomógł mu Vader, który przeszedł na Jasną Stronę Mocy), a księżniczka Leia ucałowawszy Hana uspokoiła go, że Luke Skywalker jest jej bratem (o czym dowiedziała się niewiele wcześniej, przed bitwą).

### Koniec Imperium i narodziny syna
Po powstaniu Nowej Republiki Leia pomagała założyć nowy, demokratyczny rząd. Wyszła też za Hana Solo i urodził im się syn Ben, który, podobnie jak matka, był wrażliwy na Moc. Jednak Leia z własnego wyboru postanowiła nie zostawać Jedi. Ben podjął się szkolenia na Rycerza Jedi pod okiem brata Leii, Luke’a, lecz fascynacja Darthem Vaderem – jego dziadkiem – była na tyle duża, że w pewnym momencie przeszedł na ciemną stronę za sprawą Snoke’a i zabił wszystkich padawanów Skywalkera. Z tego powodu Luke zrezygnował ze szkolenia młodych Jedi i udał się na wygnanie. Jednak Leia i Han wierzyli, że nie stracili syna na zawsze.

### Walka z Najwyższym Porządkiem
Niedobitki Imperium wycofały się i zorganizowały się w Najwyższy Porządek. Leia nie wierzyła, że byli imperialni będą przestrzegać traktatu pokojowego i podejrzewała, że się zbroją. By pilnować Najwyższego Porządku, założyła Ruch Oporu. Próbowała przekonać Nową Republikę do podjęcia działań i uważała, że robi za mało, by zapewnić bezpieczeństwo galaktyce.
Leia chciała również odnaleźć swojego brata, który po utracie uczniów udał się na wygnanie. W tym celu wysłała swojego najlepszego pilota, Poe Damerona na Jakku, by odebrał od Lora San Tekki fragment mapy wskazującej miejsce odosobnienia Luke’a. Gdy Leia otrzymała wieść, że mający mapę BB-8 jest na Takodanie, wysłała tam natychmiast grupę X-wingów pod dowództwem Damerona. Na spotkaniu z Hanem, Leia poprosiła go, by sprowadził ich syna do domu. Podczas walki mającej na celu zniszczenie superbroni Najwyższego Porządku – bazy Starkiller, Leia wyczuła śmierć Hana z ręki Bena. Bitwa ostatecznie skończyła się sukcesem Ruchu Oporu.

## Expanded Universe (Legendy)
Kilka lat po zwycięstwie nad Imperatorem Leia wychodzi za mąż za Hana Solo. Mają trójkę dzieci – bliźnięta Jacena i Jainę oraz o rok młodszego Anakina. 37,5 roku po śmierci Vadera przy życiu została już tylko ich córka.